# Kanton Les Monts d’Aunay
Der Kanton Les Monts d’Aunay (bis 23. Februar 2021 Kanton Aunay-sur-Odon) ist seit 1895 ein französischer Wahlkreis im Département Calvados in der Region Normandie. Er umfasst 29 Gemeinden aus den Arrondissements Bayeux und Vire, sein bureau centralisateur ist in Les Monts d’Aunay. Im Rahmen der landesweiten Neuordnung der französischen Kantone wurde er im Frühjahr 2015 erheblich erweitert.

## Gemeinden
Der Kanton besteht aus 29 Gemeinden und Gemeindeteilen mit insgesamt 25.583 Einwohnern (Stand: 1. Januar 2022) auf einer Gesamtfläche von 423,52 km²:
| Gemeinde                 | Einwohner 1. Januar 2022 | Fläche km² | Dichte Einw./km² | Code INSEE | Postleitzahl | Arrondissement |
| ------------------------ | ------------------------ | ---------- | ---------------- | ---------- | ------------ | -------------- |
| Amayé-sur-Seulles        | 211                      | 5,62       | 38               | 14007      | 14310        | Vire           |
| Aurseulles               | 1.908                    | 46,00      | 41               | 14011      | 14310        | Vire           |
| Bonnemaison              | 401                      | 8,40       | 48               | 14084      | 14310        | Vire           |
| Brémoy                   | 257                      | 12,50      | 21               | 14096      | 14310        | Vire           |
| Cahagnes                 | 1.408                    | 24,35      | 58               | 14120      | 14310        | Vire           |
| Caumont-sur-Aure         | 2.439                    | 39,93      | 61               | 14143      | 14310        | Vire           |
| Courvaudon               | 287                      | 9,53       | 30               | 14195      | 14310        | Vire           |
| Dialan sur Chaîne        | 1.009                    | 21,93      | 46               | 14347      | 14310        | Vire           |
| Épinay-sur-Odon          | 629                      | 11,58      | 54               | 14241      | 14310        | Vire           |
| Hottot-les-Bagues        | 461                      | 8,39       | 55               | 14336      | 14310        | Bayeux         |
| Landes-sur-Ajon          | 459                      | 6,00       | 77               | 14353      | 14310        | Vire           |
| Le Mesnil-au-Grain       | 74                       | 4,30       | 17               | 14412      | 14310        | Vire           |
| Les Loges                | 141                      | 4,46       | 32               | 14374      | 14310        | Vire           |
| Les Monts d’Aunay        | 4.351                    | 53,22      | 82               | 14027      | 14310        | Vire           |
| Lingèvres                | 451                      | 14,46      | 31               | 14364      | 14310        | Bayeux         |
| Longvillers              | 356                      | 6,65       | 54               | 14379      | 14310        | Vire           |
| Maisoncelles-Pelvey      | 251                      | 5,40       | 46               | 14389      | 14310        | Vire           |
| Maisoncelles-sur-Ajon    | 201                      | 4,24       | 47               | 14390      | 14310        | Vire           |
| Malherbe-sur-Ajon        | 573                      | 11,77      | 49               | 14037      | 14310        | Vire           |
| Monts-en-Bessin          | 417                      | 7,16       | 58               | 14449      | 14310        | Vire           |
| Parfouru-sur-Odon        | 197                      | 3,65       | 54               | 14491      | 14310        | Vire           |
| Saint-Louet-sur-Seulles  | 135                      | 4,33       | 31               | 14607      | 14310        | Vire           |
| Saint-Pierre-du-Fresne   | 181                      | 3,43       | 53               | 14650      | 14310        | Vire           |
| Seulline                 | 1.309                    | 31,67      | 41               | 14579      | 14310        | Vire           |
| Tracy-Bocage             | 305                      | 5,24       | 58               | 14708      | 14310        | Vire           |
| Val d’Arry               | 2.455                    | 24,54      | 100              | 14475      | 14310        | Vire           |
| Val de Drôme             | 895                      | 27,62      | 32               | 14672      | 14310        | Vire           |
| Villers-Bocage           | 3.113                    | 5,76       | 540              | 14752      | 14310        | Vire           |
| Villy-Bocage             | 709                      | 11,39      | 62               | 14760      | 14310        | Vire           |
| Kanton Les Monts d’Aunay | 25.583                   | 423,52     | 60               | 1401       | –            | –              |

1. ↑   Ohne die ehemalige Gemeinde Le Plessis-Grimoult, diese gehört zum Kanton Condé-en-Normandie.

## Geschichte
Der Kanton wurde am 4. März 1790 im Zuge der Einrichtung der Départements als Teil des damaligen „District de Vire“ gegründet. Mit der Schaffung der Arrondissements am 17. Februar 1800 wurde der Kanton als Teil des damaligen Arrondissements Vire neu zugeschnitten, zum 24. Februar 2021 erhielt er einen neuen Namen.

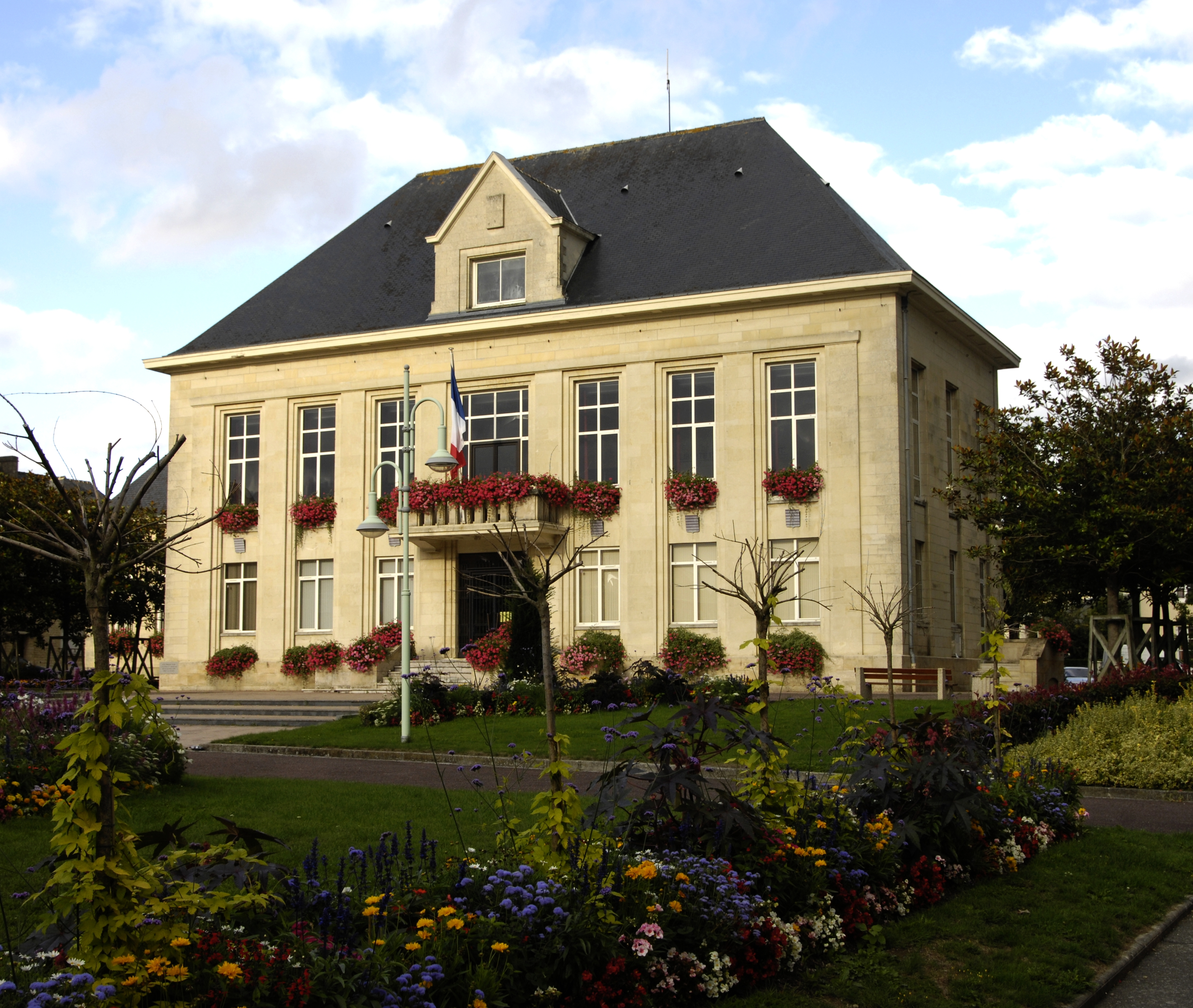
Das Rathaus in Aunay

Bis zur landesweiten Neuordnung der französischen Kantone im März 2015 gehörten zum Kanton Aunay-sur-Odon die 17 Gemeinden Aunay-sur-Odon, Bauquay, Brémoy, Cahagnes, Coulvain, Dampierre, Danvou-la-Ferrière, Jurques, La Bigne, Le Mesnil-Auzouf, Le Plessis-Grimoult, Les Loges, Ondefontaine, Roucamps, Saint-Georges-d’Aunay, Saint-Jean-des-Essartiers und Saint-Pierre-du-Fresne. Er behielt denselben INSEE-Code, nämlich 1401.
Der Zuschnitt des alten Kantons entsprach einer Fläche von 174,73 km2 und er grenzte im Nordwesten an den Kanton Caumont-l’Éventé im Arrondissement Bayeux, im Nordosten und Osten an den Kanton Villers-Bocage im Arrondissement Caen, im Südosten an den Kanton Thury-Harcourt ebenfalls im Arrondissement Caen, im Süden an den Kanton Condé-sur-Noireau, im Südwesten an den Kanton Le Bény-Bocage und im äußersten Westen an den Kanton Torigni-sur-Vire im Arrondissement Saint-Lô im Département Manche.

## Veränderungen im Gemeindebestand seit der landesweiten Neuordnung der Kantone
2017:
- Fusion Anctoville, Longraye, Saint-Germain-d’Ectot und Torteval-Quesnay → Aurseulles
- Fusion Caumont-l’Éventé, La Vacquerie und Livry → Caumont-sur-Aure
- Fusion Jurques und Le Mesnil-Auzouf → Dialan sur Chaîne
- Fusion Aunay-sur-Odon, Bauquay, Campandré-Valcongrain, Danvou-la-Ferrière, Le Plessis-Grimoult, Ondefontaine und Roucamps → Les Monts d’Aunay
- Fusion La Bigne und Seulline → Seulline
- Fusion Le Locheur, Noyers-Missy und Tournay-sur-Odon → Val d’Arry
- Fusion Dampierre, La Lande-sur-Drôme, Saint-Jean-des-Essartiers und Sept-Vents → Val de Drôme

2016:
- Fusion Banneville-sur-Ajon und Saint-Agnan-le-Malherbe → Malherbe-sur-Ajon
- Fusion Coulvain und Saint-Georges-d’Aunay → Seulline

## Politik
| Vertreter im Departementrat | Vertreter im Departementrat          | Vertreter im Departementrat |
| Amtszeit                    | Namen                                | Partei                      |
| --------------------------- | ------------------------------------ | --------------------------- |
| 1998–2015                   | Claude Hamelin                       | DVD                         |
| 2015–2021                   | Christian Hauret Sylvie Lenourrichel | DVD                         |
| 2021–                       | Christian Hauret Sylvie Lenourrichel | DVD                         |

## Bevölkerungsentwicklung
| 1962 | 1968 | 1975 | 1982 | 1990 | 1999 | 2006 | 2011 |
| ---- | ---- | ---- | ---- | ---- | ---- | ---- | ---- |
| 8625 | 8242 | 7533 | 7497 | 7285 | 7790 | 8348 | 9052 |

## Nachweise
1. ↑  Décret n° 2021-213 du 24 février 2021 actualisant les dénominations des communes dans les décrets portant délimitation des cantons, www.legifrance.gouv.fr, abgerufen am 22. Januar 2022